# Polder

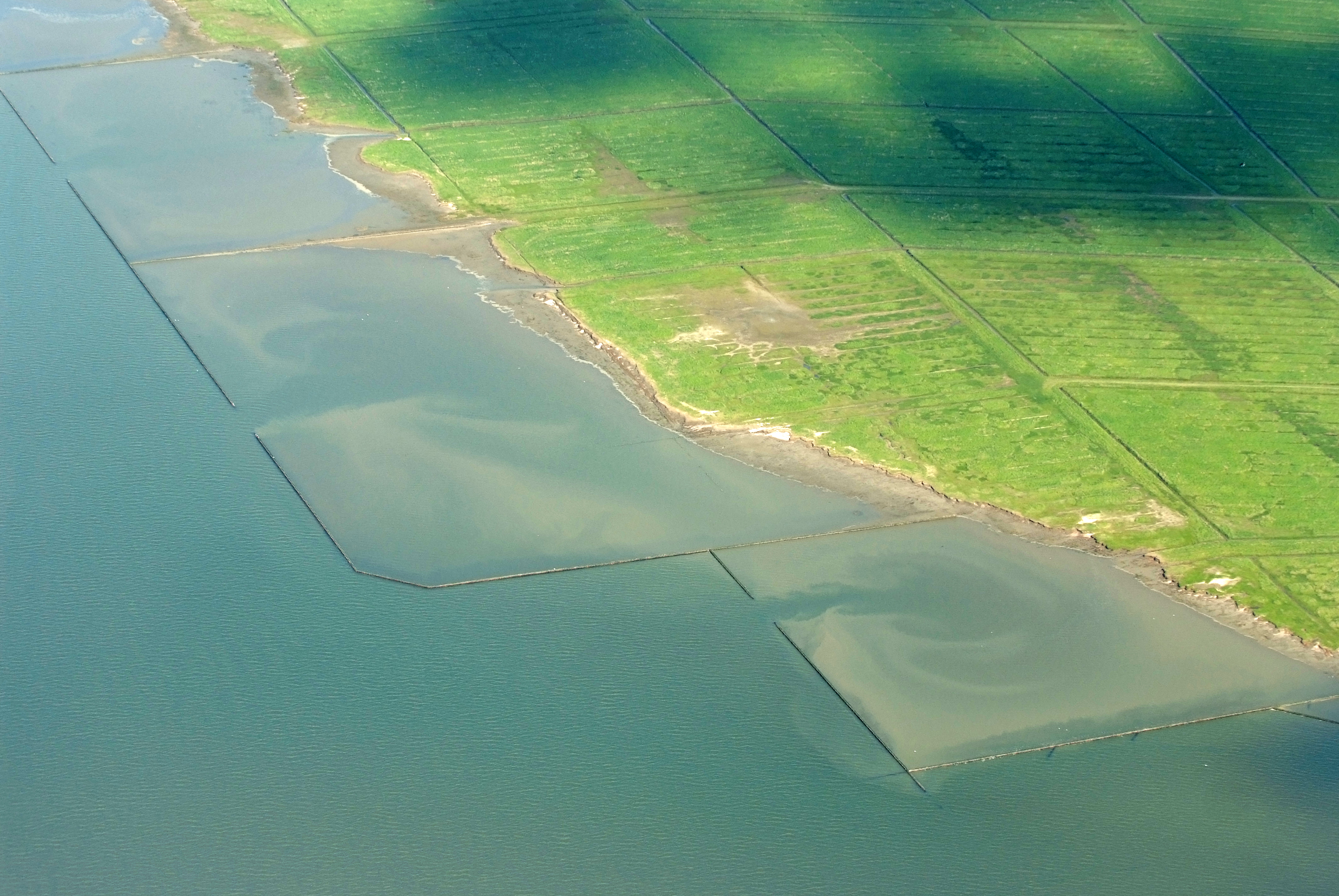
Polder w Neßmersiel, Niemcy

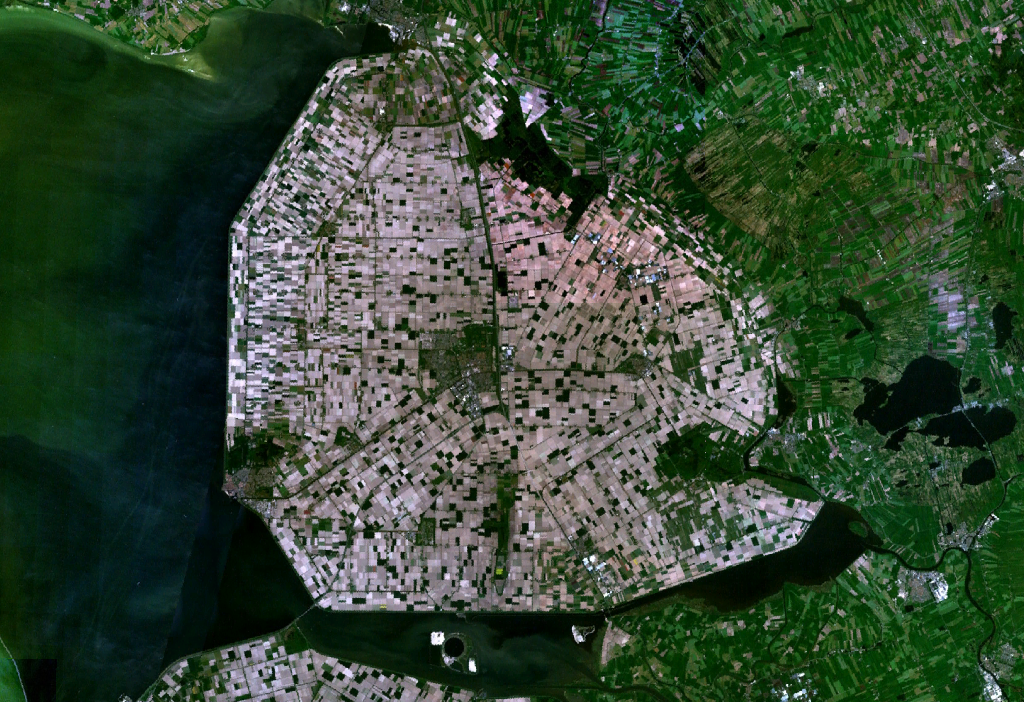
Noordoostpolder w Holandii zajmuje powierzchnię 595,43 km²

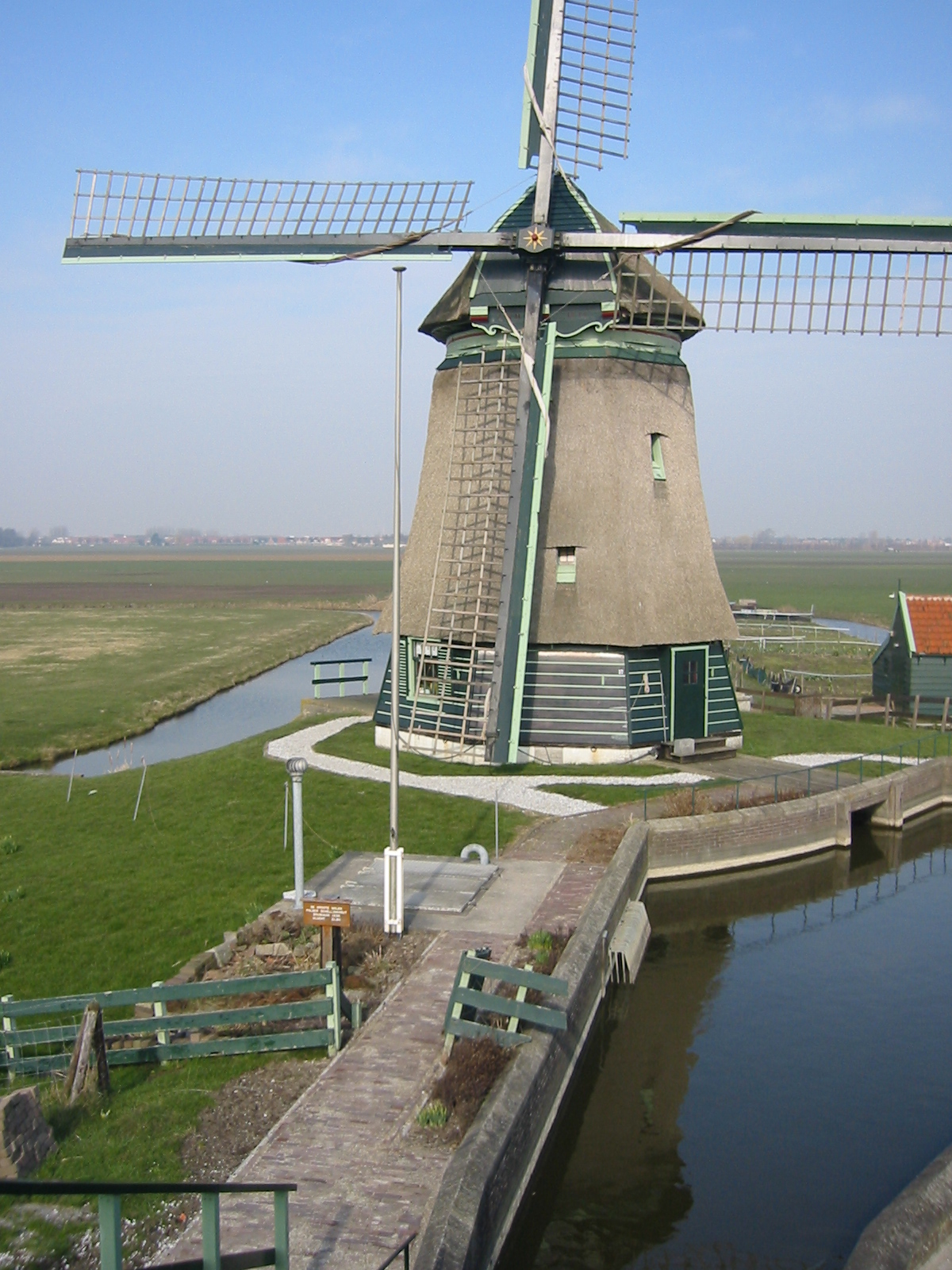
Wiatrak w Schellinkhout, Holandia. Polder leży niżej niż otaczająca go woda, na drugim końcu tamy

Polder – Poldery to obszary o naturalnym, wklęsłym ukształtowaniu terenu, oddzielone od cieku lub zbiornika wodnego, na których możliwe jest sterowanie przepływem wody przy wykorzystaniu urządzeń hydrotechnicznych. Istotną cechą polderów jest możliwość ich wielofunkcyjnego wykorzystania np. do retencjonowania wód powodziowych, do intensyfikacji produkcji rolnej czy w celach rekreacyjnych.

## Przykłady
W Europie poldery znajdują się m.in. w:
- Holandii, np. Noordoostpolder, Flevopolder;
- Danii, np. Lammefjord
- Niemczech, głównie we Fryzji;

W Polsce poldery znajdują się w dorzeczach Wisły, Odry, Pregoły oraz rzek Przymorza. Najwięcej polderów znajduje się na Żuławach Wiślanych. 

## Charakterystyka
Tereny polderu położone poniżej poziomu morza (obszary depresyjne) chroni przed zalaniem system tam i grobli. Polder przecinają liczne rowy melioracyjne połączone z kanałem (sloot) odprowadzającym nadmiar wody. Woda jest wypompowywana z jednego kanału do drugiego, coraz wyżej i w końcu trafia do morza (służą temu pompy elektryczne i spalinowe), wcześniej głównie przez tzw. wiatraki polderowe i pompy zasilane maszynami parowymi. Żyzne gleby polderu są często wykorzystywane rolniczo.
Poldery służą także ochronie przyrody i środowiska, stanowiąc często rezerwaty przyrody jak polder Sątopy-Samulewo.
W Polsce znajdują się łącznie 244 poldery zajmujące powierzchnię ok. 257 224,7 ha. W większości są to obszary o małej i bardzo małej powierzchni oraz stosunkowo małej głębokości, w związku z czym również ich objętość (a zarazem zdolność retencyjna) jest niska.